# 希林绍·绍捷穆尔
希林绍·绍捷穆尔（俄语：Шириншо Шотемур；1899年11月20日（格里历：12月1日）—1937年10月27日）塔吉克族，苏联党和国家领导人。曾任塔吉克共产党（布）中央委员会执行书记。

## 生平
- 1899年11月20日（格里历：12月1日）出生于沙俄布哈拉汗国帕尔什涅夫村的一个贫农家庭。13岁起参加沙俄帕米尔高原边防支队辅助部队，在此期间他学会了俄语。
- 1917年8月-1918年，塔什干师范学院学习。
- 1918年-1920年，在塔什干做铁路工人。
- 1920年-1921年，塔什干劳动师范学院学习。1921年加入俄共（布）。
- 1921年-1923年8月，帕米尔高原地区军政委员会成员。期间，1922年10月-1923年8月，帕米尔高原地区军政委员会主席。
- 1923年8月-1924年6月，突厥斯坦苏维埃社会主义共和国人民委员会秘书处工作。
- 1924年6月-10月，联共（布）突厥斯坦中央宣传部民族处塔吉克斯坦局指导员。
- 1924年12月-1927年7月，乌兹别克苏维埃社会主义共和国塔吉克苏维埃社会主义自治共和国工农监察委员。期间，1924年12月-1926年12月，塔吉克苏维埃社会主义自治共和国革命委员会主席团成员。1926年12月-1927年7月，塔吉克苏维埃社会主义自治共和国财政人民委员，塔吉克苏维埃社会主义自治共和国常驻乌兹别克苏维埃社会主义共和国中央执行委员会代表。
- 1927年7月-1929年2月，斯大林东方劳动者共产主义大学学习。
- 1929年2月-11月，乌兹别克共产党（布）塔吉克苏维埃社会主义自治共和国委员会执行书记。
- 1929年11月-1930年2月，塔吉克共产党（布）中央委员会执行书记。
- 1930年2月-1932年7月，塔共（布）中央第二书记。
- 1932年-1933年，红色教授学院学习。
- 1933年12月-1937年7月，塔吉克苏维埃社会主义共和国中央执行委员会主席，苏联中央执行委员会主席团成员，中央执行委员会民族委员会成员。
- 1937年7月9日被捕，被指控参与反苏民族主义组织。
- 1937年10月21日被苏联最高法院军事审判庭判处死刑，10月27日于莫斯科科穆纳尔卡射击场执行，终年37岁。葬于莫斯科新顿河修道院公墓的万人坑中。
- 1956年8月平反。

绍捷穆尔是联共（布）17大代表。

## 荣誉
- 劳动红旗勋章
- 塔吉克斯坦友谊勋章
- 塔吉克斯坦英雄称号（2006年追授）